# Nanette
Nanette ist ein weiblicher Vorname.

## Herkunft und Bedeutung
Er ist die englische Verkleinerungsform von Anne. Weitere Varianten sind Annie, Nan, Nancy, Nannie, Nanny, Nan, Nance.

## Bekannte Namensträgerinnen
- Nanette Barragán (* 1976), US-amerikanische Politikerin (Demokratische Partei)
- Nanette Burstein (* 1970), US-amerikanische Regisseurin, Produzentin und Drehbuchautorin
- Nanette Fabray (1920–2018), US-amerikanische Schauspielerin, Tänzerin und Sängerin
- Nanette Guilford (1903–1990), US-amerikanische Opernsängerin
- Nanette Kalenbach-Schröter (1831–1917), Schweizer Oberarbeitslehrerin, Publizistin und Verlegerin
- Nanette Lehmann (1920–1999), deutsche Malerin, Grafikerin, Bildhauerin und Keramikerin
- Nanette Milne (* 1942), schottische Politikerin
- Nanette Newman (* 1934), britische Schauspielerin und Schriftstellerin
- Nanette von Schaden (1763–1834), österreichische Pianistin, Komponistin und Sängerin
- Nanette Schechner (1804–1860), deutsche Opernsängerin
- Nanette Scriba, deutsche Musikerin, Chansonsängerin, Komponistin, Texterin sowie Malerin
- Nanette Jacomijn Snoep (* 1971), niederländische Anthropologin und Kulturmanagerin